# 내촌면 (홍천군)
내촌면(乃村面)은 강원특별자치도 홍천군 북동부에 위치한 면이다.

## 개요
북위 37도 45분 동경 128도 45분에 위치하고 있으며 일제에 항거해 목숨을 아끼지 않은 팔열사의 숭고한 넋이 살아 숨쉬는 기미만세공원이 자리한 애국충렬의 고장이다. 물걸리 동창마을에서 화상대1리 물골안 계곡까지 자연경관이 빼어난 내촌천이 흐르고 있으며 와야리 가령폭포는 높이 50여m의 웅장함을 자랑하고, 백암산 등산로와 연계되어 산행을 즐기면서 삼림욕으로 심신의 건강을 지킬 수 있다.
또한 물걸1리 동창마을에는 강원도 기념물 제47호로 지정된 물걸리사지는 절에 관한 명확한 기록은 없으나, 통일신라시대 말기 혹은 고려 초가지 이어지는 시기에 상당한 규모의 사찰이 있었을 것으로 추정하고 있으며, 보물 제541호(석조여래좌상), 보물 제542호(석조비로자나불좌상), 보물 제543호(불대좌), 보물 제544호(불대좌및광배), 보물 제545호(물걸리삼층석탑)인 문화유산이 자리하고 있다.

## 연혁
- 1018년 (고려 현종 9년) : 홍천현 관할
- 1413년 (태종 13년) : 내촌면(柰村面)이라 칭함, 면소재지는 물걸리 동창에 위치했다.
- 1895년 (고종 32년) : 홍천군 내촌면 8개리를 둠
- 1910년 : 면행정제도 시작, 면소재지 : 문현리
- 1912년 1월 : 면 소재지를 문현리에서 현 도관리로 이전
- 1942년 : 내촌면(柰村面)을 내촌면(乃村面)으로 개칭
- 1961년 10월 : 지방행정이 군에 이관
- 1981년 7월 1일 : 49개 자연마을, 8개 법정리, 13개 행정리, 67개 반으로 구성
- 2005년 3월 : 법정 8개리, 행정 13개리 60개반, 49개 자연마을로 구성

## 행정 구역
| 법정리   | 한자명   | 행정리                    | 비고                   |
| -------- | -------- | ------------------------- | ---------------------- |
| 광암리   | 廣巖里   | 광암리                    |                        |
| 답풍리   | 踏楓里   | 답풍리                    |                        |
| 도관리   | 道寬里   | 도관1리, 도관2리, 도관3리 | 면 행정복지센터 소재지 |
| 문현리   | 文峴里   | 문현리                    |                        |
| 물걸리   | 物傑里   | 물걸1리, 물걸2리          |                        |
| 서곡리   | 瑞谷里   | 서곡리                    |                        |
| 와야리   | 瓦野里   | 와야1리, 와야2리          |                        |
| 화상대리 | 和尙垈里 | 화상대1리, 화상대2리      |                        |